# Aufstützeffekt (Fahrzeugtechnik)
Der Aufstützeffekt bezeichnet in der Fahrzeugtechnik die Anhebung des Fahrzeugkörpers bei Kurvenfahrt mit hoher Querbeschleunigung. Dabei federt das kurvenäußere Rad weniger stark ein, als das kurveninnere ausfedert. Dies ergibt zusätzlich zur Wankneigung eine resultierende Anhebung des Fahrzeugkörpers, er „stützt sich auf“. Der Aufstützeffekt verringert die Fahrstabilität durch eine Überlastung des kurvenäußeren Rades und ist entsprechend unerwünscht. Er beruht auf dem Effekt, dass der Mechanismus der Radaufhängung einen Teil der Reifenkräfte unmittelbar d. h. ohne Zuhilfenahme der Federkräfte auf den Fahrzeugkörper überträgt. Er ist besonders ausgeprägt bei Einzelradaufhängungen mit hohem Rollzentrum, z. B. bei der Pendelachse.